# Нолаярви
Нолаярви — озеро на территории Луусалмского сельского поселения Калевальского района Республики Карелии.

## Общие сведения
Площадь озера — 1,1 км². Располагается на высоте выше 102,7 метров над уровнем моря.
Форма озера лопастная, продолговатая: оно вытянуто с запада на восток. Берега преимущественно возвышенные, в устье Нолаоя — заболоченные.
В восточную оконечность Нолаярви впадает река Нолаоя, а с северной стороны озеро имеет сток в озеро Верхнее Куйто.
Код объекта в государственном водном реестре — 02020000811102000003961.